# Nénette och Boni
Nénette och Boni (franska: Nénette et Boni) är en fransk dramafilm från 1996 i regi av Claire Denis.

## Utmärkelser
Filmen vann Guldleoparden vid Internationella filmfestivalen i Locarno 1996.

## Roller (urval)
- Grégoire Colin – Boni
- Alice Houri – Nénette
- Valeria Bruni Tedeschi – bagarfrun
- Vincent Gallo – bagaren
- Jacques Nolot – M. Luminaire
- Gérard Meylan – onkeln
- Alex Descas – gynekologen
- Malek Brahimi – Malek